# جنين (طرطوس)
جنين قرية سورية تتبع ناحية مشتى الحلو في منطقة صافيتا في محافظة طرطوس. بلغ عدد سكانها 896 نسمة في عام 2004 حسب إحصاء المكتب المركزي للإحصاء.